# Psalis praeusta
Psalis praeusta är en fjärilsart som beskrevs av Felder 1874. Psalis praeusta ingår i släktet Psalis och familjen tofsspinnare. Inga underarter finns listade i Catalogue of Life.